# Maurice Brian Dowse
Sir Maurice Brian Dowse, britanski general, * 1899, † 1986.